# Circuit RL
Un circuit RL est un circuit électrique contenant une résistance et une bobine ; il est utilisé dans diverses applications, comme filtre passe-bas ou passe-haut, ou dans les convertisseurs de courant continu.
Contenant deux composants, il se décline en deux versions différant dans la disposition des composantes (série ou parallèle).

## Circuit série
Le circuit en série est analysé avec la loi des mailles pour donner :

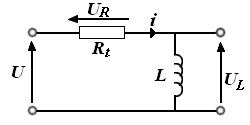
Circuit RL série

{\displaystyle U=U_{R}+U_{L}}

### Régime transitoire
Dans le régime transitoire :
{\displaystyle U_{R}=R_{t}I,\quad U_{L}=L{\mathrm {d} I \over \mathrm {d} t}}
L'équation différentielle qui régit le circuit est alors la suivante :
{\displaystyle U=L{\mathrm {d} I \over \mathrm {d} t}+R_{t}I}
Avec :
- U la tension aux bornes du montage, en V ;
- I l'intensité du courant électrique en A ;
- L l'inductance de la bobine en H ;
- Rt la résistance totale du circuit en Ω.

La solution générale, associée à la condition initiale Ibobine(t = 0) = 0, est :
{\displaystyle I_{\mathrm {bobine} }={U \over R_{t}}(1-\mathrm {e} ^{-{t \over \tau }})}
{\displaystyle \tau ={L \over R_{t}}}
Avec τ la constante de temps du circuit, en s.
C'est la constante de temps τ qui caractérise la « durée » du régime transitoire. Ainsi, le courant permanent est établi à 1 % près au bout d'une durée de {\displaystyle 4.6\tau }.
Lorsque le courant devient permanent, l'équation se simplifie en U = RI car LdI/dt = 0.

### Régime sinusoïdal permanent
Dans une analyse spectrale en régime sinusoïdal permanent, il faut considérer les impédances des composants en fonction de la pulsation :
{\displaystyle Z_{R}(\omega )=R,\quad Z_{L}(\omega )=jL\omega =2\pi jLf}
où ω est la pulsation en rad.s-1, f est la fréquence en s-1 et j désigne l'unité imaginaire, telle que j2 = -1.
On pose Ue = U la tension entrant dans le quadripôle et Us la tension sortant du quadripôle. On a deux possibilités pour l'expression de Us :
{\displaystyle U_{s}=U_{R}={Z_{R} \over Z_{R}+Z_{L}}U_{e}={R \over R+jL\omega }U_{e}}
{\displaystyle U_{s}=U_{L}={Z_{L} \over Z_{R}+Z_{L}}U_{e}={jL\omega  \over R+jL\omega }U_{e}}
On note HR(ω) et HL(ω) les fonctions de transfert de chaque cas respectif.

### Analyse fréquentielle
{\displaystyle H_{L}(\omega )={V_{L}(\omega ) \over U_{e}(\omega )}={j{L \over R}\omega  \over 1+j{L \over R}\omega }}
La fonction de transfert peut s'écrire {\displaystyle H_{L}(\omega )=G_{L}\mathrm {e} ^{j\varphi _{L}}} où G est le gain et φL, la phase.
Ainsi, {\displaystyle H_{L}(\omega )=G_{L}\mathrm {e} ^{j\varphi _{L}}}avec :
{\displaystyle G_{L}={\frac {{\frac {L}{R}}\omega }{\sqrt {1+({\frac {L}{R}}\omega )^{2}}}}}
{\displaystyle \varphi _{L}=\arg(H)={\frac {\pi }{2}}-\arctan \left({\frac {L}{R}}\omega \right)}
Quand ω tend vers 0 :
{\displaystyle H_{L}\approx j{\frac {L}{R}}\omega \ {\textrm {donc}}\ G_{L}\to 0\ {\textrm {et}}\ \varphi _{L}\to {\frac {\pi }{2}}}
Quand ω tend vers l'infini :
{\displaystyle G_{L}\to 1\ {\textrm {et}}\ \varphi _{L}\to 0}
Ainsi, lorsque la sortie du filtre est prise sur la bobine le comportement est du type filtre passe-haut : les basses fréquences sont atténuées et les hautes fréquences passent.

La fréquence de coupure {\displaystyle f_{c}} d'un circuit est la fréquence pour laquelle le gain en tension vaut :{\displaystyle {\frac {1}{\sqrt {2}}}}, soit −3 dB. Cette fréquence est égale à :
{\displaystyle f_{c}={\frac {R}{2\pi L}}} (en Hz)